# کی.تی. استیونز
کی. تی. استیونز (انگلیسی: K. T. Stevens; ۲۰ ژوئیهٔ ۱۹۱۹ – ۱۳ ژوئن ۱۹۹۴) بازیگر تلویزیون و بازیگر سینما اهل ایالات متحده آمریکا بود.
از فیلم‌ها یا برنامه‌های تلویزیونی که وی در آن نقش داشته‌است می‌توان به کیتی فویل، باب و کارول و تد و آلیس اشاره کرد.